# Ignacio Milam Tang

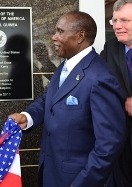
Ignacio Milam Tang, 2013

Ignacio Milam Tang (* 20. Juni 1940 in Evinayong, Spanisch-Guinea) ist ein äquatorialguineischer Politiker der PDGE. Er war vom 8. Juli 2008 bis zum 21. Mai 2012 Premierminister als Nachfolger von Ricardo Mangue Obama Nfubea Premierminister von Äquatorialguinea.

## Leben
Milam Tang, der dem Volk der Fang angehört, bekleidete von 1996 bis 1999 verschiedene Ministerämter. Anschließend war er zweiter Vizepräsident des Parlaments, dann stellvertretender Premier. Von 2003 bis 2006 war er Staatsminister und Generalsekretär des Präsidenten, dann zwischen 2006 und 2008 Botschafter in Spanien. Am 8. Juli 2008 übernahm er das Amt des Premierministers.
Von 2012 bis 2016 war Milam Tang erster Vizepräsident und damit Stellvertreter von Staatspräsident Teodoro Obiang Nguema Mbasogo.

## Weblink
- Eintrag auf rulers.org

| Personendaten    | Personendaten                                                                     |
| ---------------- | --------------------------------------------------------------------------------- |
| NAME             | Milam Tang, Ignacio                                                               |
| KURZBESCHREIBUNG | äquatorialguineischer Politiker; Premierminister von Äquatorialguinea (2008–2012) |
| GEBURTSDATUM     | 20. Juni 1940                                                                     |
| GEBURTSORT       | Evinayong, Spanisch-Guinea                                                        |